# Senegalia visco
Senegalia visco là một loài thực vật có hoa trong họ Đậu. Loài này được (Lorentz ex Griseb.) Seigler & Ebinger mô tả khoa học đầu tiên năm 2006.